# Enicospilus dajaboni
Enicospilus dajaboni là một loài tò vò trong họ Ichneumonidae.